# Hanya Yanagihara
Hanya Yanagihara (née le 20 septembre 1974) est une romancière, éditrice et écrivaine voyageuse américaine. Elle a grandi à Hawaï.  

## Jeunesse
Résidente de quatrième génération à Hawaï, Yanagihara est née à Los Angeles, en Californie. Son père, l'hématologue/oncologue Ronald Yanagihara, est originaire d'Hawaï tandis que sa mère est née à Séoul. Yanagihara est en partie d'origine japonaise grâce à son père. Enfant, elle déménage fréquemment avec sa famille, vivant à Hawaï, à New York, dans le Maryland, en Californie et au Texas. Elle fréquente aussi le lycée Punahou à Hawaï. 
Yanigahara déclare que son père l'a présentée dès son enfance aux œuvres de Philip Roth et aux « écrivains britanniques d'un certain âge », comme Anita Brookner, Iris Murdoch et Barbara Pym. Elle déclare que « les écrivains contemporains que j'admire le plus sont Hilary Mantel, Kazuo Ishiguro et John Banville ».

## Carrière
Après avoir obtenu son diplôme du Smith College en 1995, Yanagihara emménage à New York et travaille pendant plusieurs années en tant que publiciste. Elle est également rédactrice en chef de T: The New York Times Style Magazine. Elle dit qu'après la publication de Une vie comme les autres, les gens de l'industrie de l'édition furent déconcertés par sa décision de prendre un emploi chez T. Décrivant le monde de l'édition comme « une communauté provinciale, plus ou moins snob comme l'industrie de la mode », on lui lance des remarques comme : « Oh, je ne savais pas qu'il y avait des mots [dans le magazine T ] qui valaient la peine d'être lus ». Pour avoir mis plus de diversité dans les pages de son magazine, elle est nommée parmi les 500 BoF par les membres du magazine The Business of Fashion. Avant ce poste, elle est rédactrice pour Condé Nast Traveler (en) avant de quitter la publication en 2015 pour devenir rédactrice en chef adjointe de T.
Son premier roman, The People in the Trees (en), basé sur la vie du virologue Daniel Carleton Gajdusek (un ami de la famille Yanagihara), est salué comme l'un des meilleurs romans de 2013. Elle raconte comment un anthropologue de grande renommée est accusé par l'un des anciens sujets de ses recherches dans le Îles du Pacifique de maltraitance et d'abus et met 12 ans à l'écrire. 
Une vie comme les autres de Yanagihara est publié en mars 2015 et reçoit des critiques majoritairement favorables. Pour Raphaëlle Leyris du Monde, ce roman « oblige le spectateur à faire une expérience spectaculaire de l'empathie », tandis que L'Express en fait l'un de ses coup de cœur de la Rentrée littéraire 2018 et la journaliste du Los Angeles Times l'a fini « en pleurant ». Jon Michaud du The New Yorker fait remarquer qu'aucun nom de personnalité ou d'événement  n'est cité dans le texte, lui offrant la possibilité d'être « intemporel ». Une exception notable à l'éloge critique est la critique de Daniel Mendelsohn pour The New York Review of Books, qui critique vivement l'exécution technique et les représentations de la violence, que Mendelsohn trouvent gratuites sur le plan éthique et esthétique, et sa position sur la représentation de la vie queer ou de problèmes de cette communauté par une autrice présumément hétérosexuelle. Il est présélectionné pour le Prix Booker 2015 dans la catégorie Fiction et remporte le prix Kirkus 2015 dans la catégorie Fiction. Yanagihara est également sélectionnée comme finaliste pour le National Book Award catégorie Fiction la même année. Une vie comme les autres défie les attentes de son éditeur, de son agent et de l'autrice elle-même, qui ne pensait pas qu'il se vendrait si bien. Pendant la création de l'ouvrage, elle écrit chaque nuit pendant 18 mois puis doit se battre avec son éditeur qui veut supprimer quelques passages trop violents pour « offrir au lecteur un break ». En plus d'être acclamé par la critique, il est apprécié des lecteurs eux-mêmes ; en janvier 2020, il compte plus de 135 000 avis largement positifs sur GoodReads, avec une note moyenne de 4,3/5.

## Œuvres
- (en) The People in the Trees, London, Atlantic Books, 2015, 384 p. (ISBN 978-0-85789-897-5)
- (en) A Little Life : a novel, New York, Anchor, 2015, 832 p. (ISBN 978-0-8041-7270-7)traduit en français sous le titre Une vie comme les autres par Emmanuelle Ertel, Buchet-Chastel, 2018, 812 p.  (ISBN 978-2283029480) ; réédition Le Livre de Poche, 2019, 1 128 p.  (ISBN 978-2253100560).
- (en) To Paradise : a novel, New York, Doubleday, 2022, 720 p. (ISBN 978-0-385-54793-2)traduit en français sous le titre Vers le paradis par Marc Amfreville, Grasset, 2022, 816 p.  (ISBN 978-2-246-82933-1)